# Ашот I
Ашот I Багратиди (на арменски: Աշոտ Մեծ), известен също като Ашот Велики (820 – 891), е цар на Армения от династията Багратиди (885 – 891), носител на титлата „Принцът на Принцовете“.

## Биография
През 862 година халиф Ахмад ал-Мустаин признава Ашот I за принц на Армения. През 863 година Ашот участва в битката на четиридесетте. През 875 година католикос и князе от различни области организират среща и решават да обявят независимост от Арабския халифат, с искане халиф Мустаин да предаде трона на Ашот Багратиди, като този въпрос продължава десетилетие. През 885 година халифът признава царуването на Ашот I Багратиди. Неговото царуване приема и византийския император Василий I Македонец, като арменец му изпраща корона и подаръци.
По време на царуването на Ашот I в Армения създават по-добри условия. Граничи с две съседни страни – Арабския халифат и Византийската империя. Той успява да потуши бунт през 888 година, в района Вананд, и го присъединява към своето царство. Ашот превръща град Карс в една от основните си крепости.